# Koňská a čajová stezka

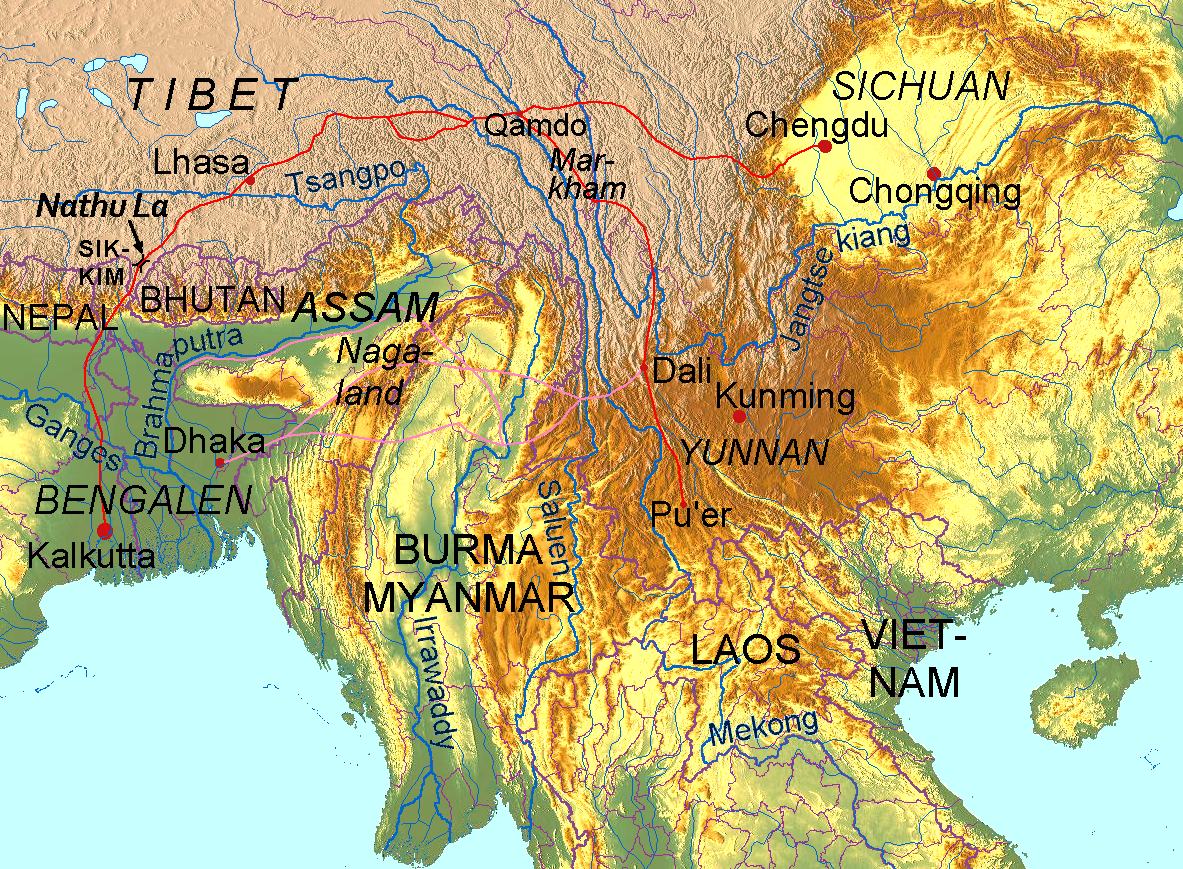
Hlavní trasa Koňsko-čajové stezky

Koňská a čajová stezka (čínsky v českém přepisu Čcha-ma-tao, pchin-jinem Chámǎdào, znaky zjednodušené 茶马道, tradiční 茶馬道), také Stará koňská a čajová stezka (čínsky v českém přepisu Čcha-ma-ku-tao, pchin-jinem Chámǎgǔdào, znaky zjednodušené 茶马古道, tradiční 茶馬古道) byla síť obchodních tras vedoucích z čínských provincií Jün-nan a S’-čchuan na západ do Tibetu a Indie. Někdy je označována názvem Jižní hedvábná stezka.
Hlavními komoditami na ní byly čaj z Číny především do Tibetu, ale i do Indie, koně z Tibetu do Číny, sůl z Číny do Tibetu, hedvábí z Číny a opium do Číny.
Tibeťané začali čaj z Jün-nanu pít zhruba na přelomu 7. a 8. století a obchod s čajem mezi Tibetem a Jün-nanem tak začíná v období čínské říše Tchang, přičemž jako protihodnotu za čaj nabízeli kupující především koně. Dále se rozvíjel za říše Sung, kdy do Lhasy dorazilo zhruba 7500 tun čaje ročně a kontrolní stanoviště na trase napočítaly až 2000 obchodníků denně. Za dynastie Jüan obchod do značné míry ustal. Později za říše Ming se opět začal vzmáhat, ale byl více regulován. Za říše Čching jej významně narušil zákaz dovozu koní vyhlášený v roce 1735 a od poloviny 19. století začíná pěstování čaje v Indii, takže dále zůstal jediným cílem obchodu Tibet. Klasický provoz čajových karavan ovšem zcela skončil až v 60. letech 20. století po výstavbě silnic.